# Montréaldeklarationen
Montréaldeklarationen är en internationell deklaration om mänskliga rättigheter för HBTQ- och intersex-personer som antogs i Montréal 29 juli 2006. Deklarationen skapades vid den internationella konferensen för HBTQ-personers rättigheter, vilket var en del av de första World Outgames. Deklarationen ämnar att universellt garantera rättigheter och friheter som HBTQ- och intersex-personer anses ha rätt till. Dessa inkluderar alla aspekter av mänskliga rättigheter, från garantin av fundamental frihet till förebyggandet av diskriminering mot HBTQ-personer inom vård, utbildning och migration. Deklarationen adresserar även frågor som påverkar det globala främjandet av kampanjer för HBTQ- och intersex-personers mänskliga rättigheter.

## Bakgrund
Konferensen syftade till att öka den internationella medvetenheten för problem med HBTQ-rättigheter. Den hölls innan de första World Outgames och nästan 2000 delegater och 600 konferenstalare från hela världen, vilket gjorde det till den största konferensen för HBTQ-rättigheter som hållits. Flertalet internationella experter, så som framstående jurister, akademiker, kyrkoledare och människorättsaktivister, deltog vid konferensen. Delegaterna godkände enhälligt deklarationen.
Bland konferensens huvudtalare fanns:
- Louise Arbour - FN:s dåvarande högkommissarie för mänskliga rättigheter
- Gene Robinson - Biskop vid New Hampshires stift för Episkopalkyrkan i USA
- Claire L’Heureux-Dubé - Tidigare domare i Kanadas högsta domstol
- Mark Tewksbury - Kanadensisk simmare och Olympisk guldmedaljör
- Irshad Manji - Kanadensisk författare, journalist och aktivist
- Georgina Beyer - Nyzeeländsk politiker, världens första öppet transsexuella parlamentsledamot
- Waheed Alli - Asiatisk affärsman och öppet homosexuell, muslimsk politiker
- Martina Navratilova - Tidigare världsetta inom tennis på WTA-touren
- Gérald Tremblay - Montreal:s borgmästare

Deklarationen ämnar belysa FN:s misslyckande i att konsekvent tillämpa dess deklaration om de mänskliga rättigheterna. Flertalet fundamentala/grundläggande friheter, inklusive rätten till liv, inskränks i flertalet av FN:s medlemsländer där homosexualitet är kriminaliserat. Det är olagligt i 70 länder, och personer som bryter mot det riskerar fängelsestraff eller kroppsstraff. Homosexuella akter och homosexuelt agerande är straffbart med dödsstraff i tolv länder : Afghanistan, Brunei, Förenade Arabemiraten, Qatar, Somalia, Iran, Nigeria, Mauretanien, Pakistan, Saudiarabien, Sudan och Jemen.

## Grundläggande rättigheter
Deklarationen identifierar flera områden som behövs åtgärdas för att upprätthålla de grundläggande rättigheterna för HBTQ-personer och fastställer att: “En värld där HBTQ-rättigheter systematiskt kränks, är en värld där ingen kan känna sig säker och fri”.  Detta är i linje med vad som fastställdes vid världskonferensen för mänskliga rättigheter i Wien “Alla mänskliga rättigheter är universella, odelbara och ömsesidigt beroende och inbördes relaterade.”

### Skydd mot statligt och privat våld
Deklarationen kräver att dödsstraff samt allt våld mot HBTQ-personer upphör, oavsett om det är statligt godkänt eller utfört av privatpersoner. Stater skall även vara skyldiga att ta steg för att skydda HBTQ-personer från alla typer av hatbrott. Tvångsäktenskap som tvingar personer till äktenskap med det motsatta könet identifieras specifikt som en företeelse som måste bekämpas.
Våld mot intersex personer, i synnerhet icke nödvändig operation för att tvinga anpassning till fasta modeller kring sexuella stereotyper, fördöms. Detta gäller även könskirurgi om personen i fråga inte är gammal nog att förstå och ge sitt samtycke till ingreppet. Detta gav inspiration till Princip 18 (skydd mot medicinsk misshandel) i Yogyakartaprinciperna.

### Uttrycks-, Mötes- och Organisationsfrihet
Lagar som diskriminerar HBTQ-personer, som förbud mot prideparader, HBTQ-journalistik och registrering av icke-statliga organisationer, har identifierats som stora hinder i kampanjer för HBTQ-personers rättigheter. Världssamhället uppmanas därför garantera sådana rättigheter och förebygga de förnekanden som görs av fientligt inställda offentliga myndigheter.
Därtill har samtliga medlemmar i världssamhället blivit ombedda att ta steg mot att erkänna och främja dessa rättigheter. För detta ändamål uppmanar deklarationen till att internationella hjälppaket för utvecklingsländer skall vara villkorsberoende med hänsyn till hur länderna respekterar mänskliga rättigheter, vilket även innefattar HBTQ-personers rättigheter. Finansiella hjälpmedel eftersträvas för grupper som driver kampanjer för HBTQ-personers rättigheter i områden där personer fortfarande fruktar för sina liv eller sin personliga säkerhet.

### Rätten att ha sexuellt umgänge vid samtycke mellan samkönade
Avskaffandet av samtliga lagar som förbjuder sexuellt umgänge vid samtycke mellan samkönade personer efterlyses.